# Józef Boruwłaski

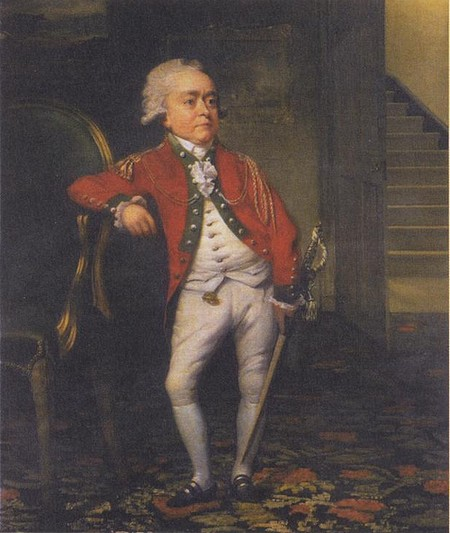
Józef Boruwłaski, Gemälde von Philip Reinagle

Józef Boruwłaski (* November 1739 in Halicz; † 5. September 1837 in Durham) wurde durch seine geringe Körpergröße bekannt. Im Alter von 30 Jahren erreichte er seine endgültige Größe von 99 Zentimetern.

## Leben
Józef Boruwłaski stammte aus einer armen polnischen Familie und hatte fünf Geschwister. Während die Eltern normalwüchsig waren, erreichten einige Kinder, darunter auch Józef, der dritte Sohn, und die sieben Jahre jüngere Tochter Anastasia, nur eine sehr geringe Körpergröße.
Der Vater starb, als Józef Boruwłaski neun Jahre alt war. Eine verwitwete Gönnerin der Mutter, die Starostin von Caorliz, nahm sich des Jungen an und erzog ihn mehrere Jahre lang in ihrem Haushalt. Józef Boruwłaski entwickelte sich zu einem begabten Komponisten und erwarb gesellschaftlichen Anstand. Nach der zweiten Heirat seiner ersten Patronin konnte er so problemlos in den Haushalt der Fürstin von Humiecka wechseln, die ihm den Kosenamen „Joujou“ gab und ihn zunächst auf ihr Anwesen in Rychty mitnahm. In ihrem Gefolge bereiste er Europa und fand Aufnahme an den Höfen Maria Theresias in Wien, des exilierten polnischen Königs Stanislaus I. Leszczyński in Lunéville und des Duc d’Orléans in Paris.

### Erste Reise
Die erste Station der Reise war Wien. Der Aufenthalt dort dauerte sechs Monate und wurde unter anderem dazu genutzt, Boruwłaski Tanzunterricht durch den Ballettmeister Angelini erteilen zu lassen. Danach reiste er mit seiner Patronin über München nach Lunéville, der Residenz des exilierten polnischen Königs. An seinem Hof lebte ein Hofzwerg, Nicolas Ferry, genannt Bébé. Als sich erwies, dass Boruwłaski erstens noch deutlich kleiner war als Ferry und zweitens dessen geistige Fähigkeiten weit übertraf, kam es zu einer Eifersuchtsszene. Ferry versuchte, den Konkurrenten in ein Kaminfeuer zu schleifen und so zu töten. Der Lärm des Kampfes rief allerdings den König herbei, und Boruwłaski wurde gerettet. Während seiner Zeit in Lunéville machte Boruwłaski auch die Bekanntschaft des Herrn von Tressan, der seinen Enzyklopädie-Artikel über Zwerge unter dem Eindruck der Begegnung mit dem polnischen Besuch schrieb. Von Lunéville aus reiste man weiter nach Versailles und Paris. Hier stellte Boruwłaski eine Attraktion für die Angehörigen der höheren Stände dar. Auf Betreiben des Grafen von Oginski aus Litauen erhielt Boruwłaski Gitarrenunterricht bei Gaviniès. Eine Einladung der Herzogin von Modena, die von der Fürstin Humiecka ausgeschlagen wurde, führte zu diplomatischen Verwicklungen. Die Herzogin von Modena beklagte sich bei der Königin über die Brüskierung; diese beauftragte die Fürstin Humiecka, dem Wunsch der Herzogin nachzukommen. Diese war jedoch nicht gewillt, ihren Joujou vorzuführen. So lud die Königin die beiden Parteien zu sich ein, ohne dass jedoch die Eingeladenen wussten, dass auch ihre jeweilige Gegnerin erscheinen würde. So konnte die Herzogin von Modena Boruwłaski doch noch in Augenschein nehmen.
Nach einem über einjährigen Aufenthalt in Paris fuhr man weiter nach Holland und anschließend über Deutschland nach Warschau. Hier entwickelte der junge Boruwłaski eine Leidenschaft für das Theater. Zugleich entdeckte er sein Liebesleben; doch eine kurzfristige Verbindung mit einer jungen Schauspielerin endete mit einer Enttäuschung. Dagegen erfreute er sich der Protektion durch König Stanislaus II.
Im Haus seiner Gönnerin verliebte sich Boruwłaski um 1779 erneut, diesmal in die französischstämmige Isalina Barboutan, die ihn allerdings zunächst zurückwies, woraufhin er schwer erkrankte. Nach seiner Genesung entwickelte sich ein intensiver Liebesbriefwechsel mit Isalina, den Józef Boruwłaski auch in seiner Autobiographie zitierte und der schließlich zu einem Gesinnungswandel bei Isalina Barboutan führte.
Dank einer Pension, die ihm der König aussetzte, und nachdem dieser schlichtend eingegriffen hatte, konnte Józef Boruwłaski heiraten. Boruwłaski stand allerdings vor der Frage, wie er den Unterhalt für seine Familie und sich selbst verdienen konnte, da auf eine dauerhafte und ausreichende Unterstützung etwa durch den König nicht unbedingt zu rechnen war und nach seiner Eheschließung die Finanzierung durch seine bisherige Gönnerin ein Ende gefunden hatte. Er plante deswegen eine zweite Reise, die ihm nach Art einer Tournee Geld einbringen sollte. Bestärkt wurde er in diesem Vorhaben besonders durch Prinz Chamberlain.

### Zweite Reise
Am 21. November 1780 verließ das Ehepaar Boruwłaski Warschau. Fünf Tage später traf es in Krakau ein, wo man einer Unpässlichkeit der jungen Frau wegen einen längeren Aufenthalt nehmen musste: Ihr erstes Kind, eine Tochter, wurde dort geboren. Am 11. Februar 1781 traf die Familie in Wien ein. Dieser Zeitpunkt war allerdings höchst ungünstig, da der Hof nach dem Tod Maria Theresias in Trauer war und alle Unterhaltungen abgesagt werden mussten. Dennoch stattete Boruwłaski seinen alten Gönnern Besuche ab und wurde besonders vom Grafen von Kaunitz willkommen geheißen. Bei Kaunitz machte er auch die Bekanntschaft des britischen Botschafters Sir Robert Murray Keith, die bei seiner späteren Übersiedlung nach England eine Rolle spielte.
Kaunitz, wissenschaftlich interessiert, stellte fest, dass Józef Boruwłaski zwischen seinem ersten Besuch in Wien im Jahr 1761 und dem zweiten Aufenthalt zwanzig Jahre später um zehn Zoll gewachsen war.
Finanziell war die Reise zunächst kein Erfolg. Boruwłaski, der außer Gitarre auch Violine und andere Instrumente spielen konnte, konnte nach Ablauf der Trauerzeit zwar ein einträgliches Konzert veranstalten, musste aber feststellen, dass er so nicht dauerhaft seinen Lebensunterhalt verdienen konnte. Schließlich sah er sich gezwungen, sich für Geld besichtigen zu lassen. Bestärkt wurde er darin durch den französischen Botschafter Baron de Breteuil. Auch Kaunitz und Murray Keith rieten zu; letzterer empfahl die Überfahrt nach England, statt Frankreich zu bereisen, wie Boruwłaski es zunächst geplant hatte. Bevor er sich jedoch nach England wandte, besuchte er auf Empfehlung der Fürstin Féguetté noch Pressburg. Nachdem er dort ein Konzert gegeben hatte, zog er weiter nach Linz, wo ihn der Graf von Thierheim freundschaftlich aufnahm. Auch hier konzertierte er, was zur Folge hatte, dass die kleine Tochter Thierheims ihren Vater bat, ihr diesen kleinen Mann zu kaufen. Nach einem Aufenthalt in Regensburg, wo er aber den Fürsten von Thurn und Taxis nicht antraf, fuhr Boruwłaski weiter nach München. Dort hatten seine Auftritte den gewünschten finanziellen Erfolg. Danach sprach er in Teschen bei Thurn und Taxis vor. Mit Empfehlungen an den Prinzen Wallerstein reiste er dann nach Hohenaltheim und danach zum Markgrafen von Ansbach nach Triesdorf. Dort verbrachte er sechs Wochen, gefördert von der Schauspielerin Hippolyte Clairon, die ihre Sommer in Triesdorf zu verleben pflegte. Über Frankfurt am Main, Mainz, Mannheim und Straßburg reiste die Familie dann nach Brüssel und von dort weiter nach Ostende.

### Aufenthalt in Großbritannien
Nach einer stürmischen Überfahrt landete das Schiff am 20. März 1782 in Margate, von wo aus die Familie nach London weiterreiste. William Cavendish, 5. Duke of Devonshire, und seine Ehefrau Georgiana unterstützten hier die Familie Boruwłaski und sorgten insbesondere auch dafür, dass die junge Frau, die während der Überfahrt nach England Blut gespuckt hatte, in ärztliche Behandlung kam. Dr. Walker, der auf das besondere Paar nicht vorbereitet war, hielt den Ehemann bei seiner ersten Visite für ein Kind.
In London lernte Boruwłaski nicht nur Lady Spencer, die den Kontakt zum Prince of Wales vermittelte, und andere Adlige kennen, sondern auch einen Riesen, der zufällig zur selben Zeit hier auf Tournee war. In seinen Memoiren nannte er den Namen dieses Mannes, dessen Knie auf der Höhe seines Kopfes waren, nicht, es ist jedoch ein Bild überliefert, auf dem er neben Charles Byrne steht, der als „irischer Riese“ bekannt wurde.
Am 23. Mai 1782 wurde er von der königlichen Familie empfangen. Kurz darauf erkrankte Boruwłaski schwer – er schrieb dieses Missgeschick seinen anstrengenden Bemühungen, die königlichen Hoheiten zu amüsieren, zu. Der bereits bewährte Dr. Walker und der königliche Leibarzt Sir Richard Jebb konnten ihn kurieren.
Dennoch konnte die Familie von den Zuwendungen der Adligen nach wie vor nicht leben. Nach einem erfolgreichen ersten Konzert erwies sich diese Einnahmequelle wieder als unzuverlässig und Boruwłaski, der für den Winter nach Bath gereist war, musste sich schließlich wie vorhergesehen für Geld den Neugierigen präsentieren. Der Preis sank im Lauf der Zeit von einer Guinea auf fünf Shilling und schließlich eine halbe Crown.
Im April 1783 reiste Boruwłaski nach Irland. Dort wurde er von einem falschen Marquess übervorteilt, was ihn Geld und Zeit kostete. In Drogheda wurde seine schwangere Frau erneut krank. Man hielt das ungeborene Kind für tot und beschloss, die Geburt vorzeitig einzuleiten. Im letzten Moment wurden doch noch Lebenszeichen des Kindes festgestellt und die Aktion abgebrochen. Das nächste Unglück ereignete sich in der Nähe von Dublin. Der Bedienstete der Familie, Francis Lombardi, verschwand mit einigen Besitztümern der Boruwłaskis. Monate später tauchte eine gestohlene Uhr bei einem Uhrmacher in Dublin auf, doch es gelang Boruwłaski nicht, sein Eigentum zurückzuerhalten. All diese Umstände hatten den Reiseverlauf verzögert. Boruwłaski bereiste nun Liverpool, Manchester, Birmingham und Oxford. Im März 1786 kehrte er nach London zurück. Hier traf er Oginski wieder, der einst sein musikalisches Talent gefördert hatte. Wieder konzertierte Boruwłaski, doch die Ausgaben überstiegen nicht zum ersten Mal die Einnahmen. Oginski beglich die Rechnungen für ihn. Boruwłaski wurde nach wie vor eher als Kuriosität denn als Musiker angesehen. Der Duke of Marlborough beispielsweise orderte einen seiner Schuhe für sein Kuriositätenkabinett, die Öffentlichkeit wollte einen Lebensbericht des „Zwergs“ lesen, den dieser schließlich auch schrieb.
Boruwłaski, dessen ausführliche Autobiographie 1788 in zwei Sprachen erschien und später mehrfach neu aufgelegt wurde, verbrachte sein späteres Leben etwa ab 1800 in Durham, wo er ein Cottage hatte, und starb dort im Alter von fast 98 Jahren. Er war mit dem Schauspieler Stephen Kemble befreundet, mit dem er in Durham viel Zeit verbrachte.
Wann Boruwłaskis Gattin, mit der er außer der Tochter noch vier Söhne hatte, starb, ist nicht bekannt. Auch das Schicksal seiner – offenbar normalwüchsigen – Nachkommen ist nicht geklärt. Boruwłaski lebte mit zwei Misses Ebdon, Töchter eines Violinisten, auf seinem Alterssitz in Durham.

## Grab, Bilder etc.
Józef Boruwłaski wurde in der Durham Cathedral begraben. Sein Grab ist mit den Buchstaben J. B. bezeichnet. Während oft berichtet wird, es befinde sich neben Stephen Kembles Grab in der Kapelle der neun Altäre, gibt es auch Quellen, nach denen es in der Nähe des Eingangs zum Nordturm neben dem Grab seines Freundes John Leybourne liegt. Ein Abdruck seines Körpers, den Joseph Bonomi der Jüngere kurz vor Boruwłaskis Tod anfertigte, befindet sich heute im Museum der University of Durham; außerdem sind etliche Schuhe und Kleidungsstücke sowie Bildnisse des „Zwergs“ erhalten geblieben. Eine Erinnerungstafel für ihn hängt in der St Mary’s Church in South Bailey. Banks Cottage, sein Alterssitz, ist nicht erhalten geblieben; nur sein Gartenhaus in Gestalt eines dorischen Tempels steht noch.

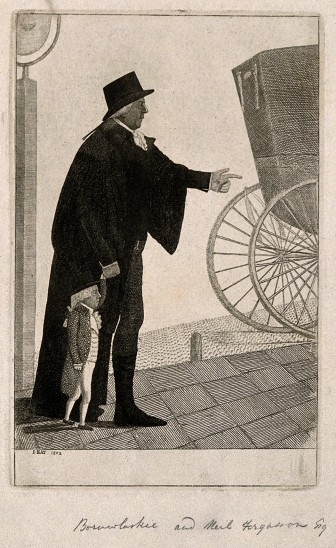
Fergusson und Boruwłaski

Józef Boruwłaski wurde häufig abgebildet und wurde auch Gegenstand wissenschaftlicher Forschungen. 1759 etwa malte ihn George Desmarées in München. Das Gemälde soll sich heute in einem der Schlösser von Triesdorf befinden. Um 1785 wurde er von Philip Reinagle in voller Figur auf einem Ölgemälde dargestellt. Das Gemälde war für die Sammlung John Hunters bestimmt und befindet sich in London im Royal College of Surgeons of England. 1786 schuf Thomas Rowlandson das Bild The Polish Dwarf Performing Before the Grand Seignior. Es zeigt Boruwłaski Geige spielend vor dem rauchenden Haremsherrn. Das Bild befindet sich heute im Metropolitan Museum of Art. Vermutlich basiert es auf Berichten Boruwłaskis über einen Abstecher in die Türkei, der von Rychty aus gemacht wurde. Aus der Sammlung Glenn Tilley Morse ging 1950 ein Wachsporträt Boruwłaskis in den Besitz des Metropolitan Museum of Art über. Es war 1927 einer Miss Hannah Falcke abgekauft worden. Das Porträt stammt aus dem Jahr 1798 und wurde von Samuel Percy angefertigt. Das farbige Wachsrelief zeigt Boruwłaski im Profil von links und ist unter Glas montiert. 1802 schuf John Kay das Bild Fergusson and Boruwlaski. Neil Fergusson war der größte Mann in Edinburgh und mit Boruwłaski gut befreundet. Kays Darstellung zeigt die beiden bei der Rückkehr von einer Besichtigung diverser Sehenswürdigkeiten in Edinburgh. Die letzte Abbildung Boruwłaskis, die zu seinen Lebzeiten geschaffen wurde, dürfte die bereits genannte Abformung seines Körpers im Jahr 1837 gewesen sein.
Die französische Schriftstellerin Eve de Castro schrieb einen biografischen Roman über das Leben von Józef Boruwłaski, bei dem sie sich auf seine Memoiren stützte. Er erschien 2014 in Frankreich unter dem Titel Joujou und 2016 in deutscher Übersetzung unter dem Titel Der König der Schelme und wurde 2015 mit dem Prix Montesquieu ausgezeichnet.

## Werk
- Mémoires du célèbre nain, Joseph Boruwlaski, gentilhomme polonois, contenant un Récit fidelle & curieux de sa Naissance, de son Éducation, de son Mariage et de ses Voyages, ecrits par lui-même, London 1788, (Digitalisat)